# Kauhava
Kauhava är en stad i landskapet Södra Österbotten i före detta Västra Finlands län. Kommunen omfattar sedan den 1 januari 2009 även Alahärmä, Kortesjärvi och Ylihärmä kommuner. Kauhava har 15 312 invånare och en yta på 1 328,08 km².
Kauhava blev stad 1986 och är enspråkigt finskt.
I Kauhava återfinns Iisakki Järvenpää Oy, som tillverkar knivar. Trakten är även känd som centrum för knivjunkarna, "puukkojunkkarit" eller "häjyt". I Kauhava verkade Haga pappersbruk under åren 1848-1858.
I Kauhava fanns Flygkrigsskolan till och med den 31 december 2014, (finska: Lentosotakoulu).
En turistattraktion som drar många besökare till kommunen är nöjesfältet PowerPark i Alahärmä.

## Politik

### Mandatfördelning i Kauhava stad, valen 1976–2021
| 5 | 5 | 16 |  |  | 7 |

| 4 | 4 | 2 | 16 |  | 8 |

| 3 | 5 | 2 | 16 |  | 8 |

| 2 | 6 |  | 17 |  | 8 |

| 2 | 6 | 2 | 18 |  | 6 |

| 2 | 4 |  | 19 | 3 | 6 |

|  | 4 |  | 19 | 4 | 6 |

| 5 | 19 | 3 | 8 |

| 23 | 12 |

| 6 | 2 | 21 | 3 | 11 |

| 35 | 8 |

| 5 | 4 | 21 | 3 | 10 |

| 34 | 9 |

| 4 | 6 | 20 | 4 | 9 |

| 31 | 12 |

| 4 | 8 | 18 | 3 | 10 |

| 33 | 10 |

## Demografi

### Befolkningsutveckling
| Befolkningsutvecklingen i Kauhava stad 1975–2020                                                             | Befolkningsutvecklingen i Kauhava stad 1975–2020 | Befolkningsutvecklingen i Kauhava stad 1975–2020 | Befolkningsutvecklingen i Kauhava stad 1975–2020 | Befolkningsutvecklingen i Kauhava stad 1975–2020 |
| --- | ------------------------------------------------ | ------------------------------------------------ | ------------------------------------------------ | ------------------------------------------------ |
| |                                                  |                                                  |                                                  |                                                  |
| År |                                                  |                                                  | Folkmängd                                        |                                                  |
| 1975 | 1975                                             |                                                  | 19 556                                           |                                                  |
| 1980 | 1980                                             |                                                  | 19 924                                           |                                                  |
| 1985 | 1985                                             |                                                  | 20 359                                           |                                                  |
| 1990 | 1990                                             |                                                  | 20 231                                           |                                                  |
| 1995 | 1995                                             |                                                  | 19 877                                           |                                                  |
| 2000 | 2000                                             |                                                  | 18 967                                           |                                                  |
| 2005 | 2005                                             |                                                  | 18 248                                           |                                                  |
| 2010 | 2010                                             |                                                  | 17 308                                           |                                                  |
| 2015 | 2015                                             |                                                  | 16 784                                           |                                                  |
| 2020 | 2020                                             |                                                  | 15 514                                           |                                                  |
| Anm: Uppgifterna avser förhållandena den 31 december nämnda år enligt områdesindelningen den 1 januari 2022. |                                                  |                                                  |                                                  |                                                  |

### Språk
Befolkningen efter språk (modersmål) den 31 december 2022. Finska, svenska och samiska räknas som inhemska språk då de har officiell status i landet. Resten av språken räknas som främmande. För språk med färre än 10 talare är siffran dold av Statistikcentralen på grund av sekretesskäl.
| Språk                        | Talare 2022-12-31 | Talare 2022-12-31 |
| Språk                        | Antal             | Andel (%)         |
| ---------------------------- | ----------------- | ----------------- |
| Hela befolkningen            | 15 116            | 100,0             |
| Inhemska språk totalt        | 14 617            | 96,7              |
| Finska                       | 14 520            | 96,1              |
| Svenska                      | 97                | 0,6               |
| Främmande språk totalt       | 499               | 3,3               |
| Ryska                        | 104               | 0,7               |
| Estniska                     | 93                | 0,6               |
| Rumänska                     | 65                | 0,4               |
| Ukrainska                    | 45                | 0,3               |
| Polska                       | 42                | 0,3               |
| Engelska                     | 25                | 0,2               |
| Thailändska                  | 11                | 0,1               |
| Ungerska                     | 11                | 0,1               |
| Somaliska                    | 10                | 0,1               |
| Språk med färre än 10 talare | 93                | 0,6               |

|  | Finska (96,1 %) |

|  | Svenska (0,6 %) |

|  | Främmande språk (3,3 %) |

|  | Finska (96,1 %) |

|  | Svenska (0,6 %) |

|  | Främmande språk (3,3 %) |